# アルヴァロ・ロドリゲス・ヴィエイラ・ジュニオール
アルヴァロ・ロドリゲス・ヴィエイラ・ジュニオール（ポルトガル語: Álvaro Rodrigues Vieira Junior, 1993年7月19日 - ）は、ブラジル・サンパウロ出身のサッカー選手。ポジションはミッドフィールダー。

## 経歴
2014年、トゥピFCからプロキャリアを始めセリエC4試合に出場した。
2015年、アメリカ-RNでセリエC10試合を含め24試合に出場し2得点を記録した。
2016年、ナシオナル-AMでセリエD3試合、ADコンフィアンサでセリエC4試合に出場した。
2017年、ADコンフィアンサでセリエC15試合を含め32試合に出場し5ゴールを記録した。
2018年、ADコンフィアンサからモンテディオ山形へ完全移籍により加入した。
2020年、松本山雅FCへ完全移籍。シーズン終了後、契約満了による退団が発表された。

## 所属クラブ
- 2014年  トゥピFC[1]
- 2015年  アメリカFC (リオグランデ・ド・ノルテ州)
- 2015年  ナシオナルFC (アマゾナス州)[1]
- 2016年 - 2017年  ADコンフィアンサ[1]
- 2018年 -  2019年  モンテディオ山形[1]
- 2020年  松本山雅FC[2]
- 2021年  ADコンフィアンサ
- 2022年  ブルスキFC
- 2023年 -  フェロヴィアリア

## Jリーグでの個人成績
| 国内大会個人成績 | 国内大会個人成績 | 国内大会個人成績 | 国内大会個人成績 | 国内大会個人成績 | 国内大会個人成績 | 国内大会個人成績 | 国内大会個人成績 | 国内大会個人成績 | 国内大会個人成績 | 国内大会個人成績 | 国内大会個人成績 |
| 年度             | クラブ           | 背番号           | リーグ           | リーグ戦         | リーグ戦         | リーグ杯         | リーグ杯         | オープン杯       | オープン杯       | 期間通算         | 期間通算         |
| 年度             | クラブ           | 背番号           | リーグ           | 出場             | 得点             | 出場             | 得点             | 出場             | 得点             | 出場             | 得点             |
| 日本             | 日本             | 日本             | 日本             | リーグ戦         | リーグ戦         | リーグ杯         | リーグ杯         | 天皇杯           | 天皇杯           | 期間通算         | 期間通算         |
| ---------------- | ---------------- | ---------------- | ---------------- | ---------------- | ---------------- | ---------------- | ---------------- | ---------------- | ---------------- | ---------------- | ---------------- |
| 2018             | 山形             | 8                | J2               | 21               | 3                | -                | -                | 2                | 0                | 23               | 3                |
| 2019             | 山形             | 8                | J2               | 4                | 0                | -                | -                | 1                | 0                | 5                | 0                |
| 2020             | 松本             | 20               | J2               | 10               | 0                | 0                | 0                | -                | -                | 10               | 0                |
| 通算             | 日本             | 日本             | J2               | 35               | 3                | 0                | 0                | 3                | 0                | 38               | 3                |
| 総通算           | 総通算           | 総通算           | 総通算           | 35               | 3                | 0                | 0                | 3                | 0                | 38               | 3                |